# Saint-Aignan-des-Noyers
 Saint-Aignan-des-Noyers  es una población y comuna francesa, situada en la región de  Centro, departamento de Cher, en el distrito de Saint-Amand-Montrond y cantón de Sarcoins.

## Demografía
| 133 | 128 | 139 | 110 | 84 | 79 |
| Para los censos de 1962 a 1999 la población legal corresponde a la población sin duplicidades (Fuente: INSEE [Consultar]) |     |     |     |    |    |